# Christer Björkman
Christer Samuel Björkman (Borås, 25 agosto 1957) è un cantante e produttore televisivo svedese.
Ha rappresentato la Svezia all'Eurovision Song Contest 1992 con il brano I morgon är en annan dag, classificandosi 22º su 23 finalisti. Dal 2002 al 2021, per conto dell'emittente svedese SVT, è il capo delegazione nazionale per l'Eurovision Song Contest, organizzando anche il Melodifestivalen.

## Biografia
Nato nella città di Borås è figlio dell'impeditrice di giocattoli Ulla Björkman. Non ha mai incontrato suo padre, ma ha assistito al suo funerale.
Nel 1980 iniziò la sua carriera di parrucchiere, aprendo il salone Capello Bella nella sua città natale, rimanendo in attività fino al 1987, quando si trasferì nel Principato di Monaco.
Al ritorno in Svezia, debuttò come conduttore radiofonico nel programma Skivstafetten nel 1984 e l'anno successivo pubblicò il suo singolo di debutto Våga och vinn, prodotto da Bruno Glenmark.
Nel 1992 partecipò al Melodifestivalen, il programma di selezione svedese per l'Eurovision Song Contest, con il brano I morgon är en annan dag. Dopo aver superato la prima fase, ottenne il punteggio massimo dalle giurie nazionali, venendo incoronato vincitore e di conseguenza rappresentante svedese all'Eurovision Song Contest 1992 a Malmö, in Svezia. Nella serata finale della manifestazione si esibì per settimo. Qui si classificò 22º su 23 partecipanti con 9 punti totalizzati dalle giurie nazionali. Successivamente Björkman prese parte al Melodifestivalen in altre due occasioni, nel 1993 con Välkommen till livet e nel 1999 con Välkommen hem, senza mai replicare il successo del suo debutto.
Nel 2002, per conto dell'emittente SVT, venne designato capo delegazione svedese all'Eurovision Song Contest e divenne anche supervisore del Melodifestivalen, utilizzato come selezione nazionale per la scelta del rappresentante per la manifestazione europea.
A seguito delle vittorie di Loreen e Måns Zelmerlöw alla manifestazione, Björkman fu il produttore esecutivo dell'Eurovision Song Contest 2013 svoltasi a Malmö e dell'Eurovision Song Contest 2016 svoltasi a Stoccolma.
Nel 2016, è stato membro della giuria degli esperti del Junior Eurovision Song Contest 2016 a La Valletta, insieme a Mads Grimstad e ai Jedward. A partire dal 2017 è stato chiamato come giudice nelle selezioni nazionali di Albania, Armenia, Belgio, Francia, Germania, Islanda, Norvegia, Repubblica Ceca e Svizzera.

## Vita privata
Björkman è apertamente omosessuale ed è sposato con l'attore teatrale Martin Kagemark.

## Discografia

### Album in studio
- 1985 - Våga och vinn
- 1992 - I morgon är en annan dag
- 1993 - Välkommen till livet
- 1999 - Björkman
- 2003 - Souvenirs d'amour

### Singoli
- 1984 - Leken blev nästan sann / Du, jag och en flaska vin
- 1984 - Livsutopi
- 1985 - Våga och vinn / Visan om en längtan
- 1986 - Drömmar
- 1992 - I morgon är en annan dag / Demain il y a un autre jour
- 1993 - Välkommen till livet
- 1993 - Om hösten
- 1993 - Banne mig / Livet / Jag ger mig inte
- 1999 - Välkommen hem
- 1999 - Döda mig imorgon
- 1999 - Kom låt oss älska nu
- 2002 - La Vie (This Is My Life) (con Shirley Clamp)
- 2003 - Marcia Baila
- 2004 - Les Mots (con Shirley Clamp)
- 2004 - Etthundra (con Borås Allstars)